# 공각기동대 ARISE
⟪공각기동대 ARISE⟫(攻殻機動隊 ARISE)는 시로 마사무네의 만화 ⟪공각기동대⟫를 리부트한 애니메이션 영화이자 애니메이션 텔레비전 시리즈이다. 새로운 캐릭터 디자인이 도입되었으며, 키세 카즈치카가 감독을, 우부카타 토우가 각본을, 코넬리우스가 음악을 담당하였다.
⟪공각기동대 ARISE ALTERNATIVE ARCHITECTURE⟫는 네 편의 애니메이션 영화를 텔레비전 시리즈 형식으로 재편집한 것이며, 아홉 개의 방송국에서 2015년 4월 5일부터 6월 14일까지 방영되었다. ⟪ALTERNATIVE ARCHITECTURE⟫ 시리즈는 ⟪ARISE⟫ 시리즈와 후속작인 《공각기동대 신극장판》을 잇는 두 개의 오리지널 에피소드를 포함하고 있다.

## 영화
시리즈에 속하는 각각의 영화는 보더(border)라고 불리며, 블루레이와 DVD로 발매되기 한 달 전에 극장에서 개봉하였다. 각 영화에서 반복되는 내용은 정체 불명의 컴퓨터 바이러스인 파이어 스타터에 대한 것이며, 공안 9과가 결성되기 전의 대원들의 삶에 대해서도 다룬다.

### 보더 목록
| # | 제목                                      | 감독            | 개봉일     |
| - | ----------------------------------------- | --------------- | ---------- |
| 1 | 〈고스트 페인〉 Ghost Pain                | 무라타 마사히코 | 2013-06-22 |
| 2 | 〈고스트 위스퍼〉 Ghost Whispers          | 타케우치 아츠시 | 2013-11-30 |
| 3 | 〈고스트 티어〉 Ghost Tears               | 키세 카즈치카   | 2014-06-28 |
| 4 | 〈고스트 스탠스 얼론〉 Ghost Stands Alone | 쿠도 스스무     | 2014-09-06 |

## TV 애니메이션
2015년 《신극장판》 개봉을 앞두고 10개의 에피소드로 방영되었다. 1-8화는 앞서 극장에서 개봉한 4개의 보더를 재구성한 에피소드이고 9-10은 신극장판으로 이야기가 이어지는 신규 에피소드이다.

### 에피소드 목록
| #  | 제목                                                                               | 감독            | 방영일     |
| -- | ---------------------------------------------------------------------------------- | --------------- | ---------- |
| 1  | 〈고스트 스탠드 얼론 전편〉(Ghost Stands Alone 前編 Ghost Stands Alone, Part 1[*]) |                 | 2015-04-05 |
| 2  | 〈고스트 스탠드 얼론 후편〉(Ghost Stands Alone 後編 Ghost Stands Alone, Part 2[*]) |                 | 2015-04-12 |
| 3  | 〈고스트 페인 전편〉(Ghost Pain 前編 Ghost Pain, Part 1[*])                        |                 | 2015-04-19 |
| 4  | 〈고스트 페인 후편〉(Ghost Pain 後編 Ghost Pain, Part 2[*])                        |                 | 2015-04-26 |
| 5  | 〈고스트 위스터 전편〉(Ghost Whispers 前編 Ghost Whispers, Part 1[*])              |                 | 2015-05-03 |
| 6  | 〈고스트 위스퍼 후편〉(Ghost Whispers 後編 Ghost Whispers, Part 2[*])              |                 | 2015-05-10 |
| 7  | 〈고스트 티어 전편〉(Ghost Tears 前編 Ghost Tears, Part 1[*])                      |                 | 2015-05-17 |
| 8  | 〈고스트 티어 후편〉(Ghost Tears 後編 Ghost Tears, part 2[*])                      |                 | 2015-05-24 |
| 9  | 〈파이로포릭 컬트 전편〉(Pyrophoric Cult 前編 Pyrophoric Cult, part 1[*])          | 후지사쿠 준이치 | 2015-05-31 |
| 10 | 〈파이로포릭 컬트 후편〉(Pyrophoric Cult 後編 Pyrophoric Cult, part 2[*])          | 후지사쿠 준이치 | 2015-06-07 |